# Berenikes Lokker
Berenikes Lokker el. Berenices Hår (Coma Berenices) er et stjernebillede.
Koordinater:  12h 45m 36s, +21° 49′ 48″